# Letní olympijské hry 1900
II. letní olympijské hry se uskutečnily roku 1900 v Paříži jako doplněk pět měsíců trvající světové výstavy. Lidé věnovali mnohem více pozornosti výstavním artiklům, než o vavříny bojujícím sportovcům. Na hrách se představilo 997 sportovců z 24 zemí a to v 95 disciplínách 5 sportovních odvětví.
V Paříži poprvé startovaly ženy, soutěžily v kroketu, jachtingu a v tenise. Na minulých hrách roku 1896 ještě ženy neměly podle antického vzoru povolení závodit. První olympijskou vítězkou byla dekorována tenistka Charlotte Cooperová z Velké Británie.
Mezi největší hrdiny patřili američtí atleti Alvin Kraenzlein (4 zlaté medaile – 60 m, 110 m překážek, 200 m překážek, dálka) a Ray Ewry Muž z gumy (3 zlaté ve skoku z místa).

## Umístění

### České medaile na LOH 1900
| Medaile                     | Sportovec           | Sport    | Disciplína      |
| --------------------------- | ------------------- | -------- | --------------- |
| Stříbrná olympijská medaile | František Janda-Suk | Atletika | Hod diskem      |
| Bronzová olympijská medaile | Hedwig Rosenbaumová | Tenis    | dvouhra žen     |
| Bronzová olympijská medaile | Hedwig Rosenbaumová | Tenis    | smíšená čtyřhra |

Vysvětlivky
1. 1 2  Hedviga Rosenbaumová byla Němka žijící v Praze

## Medaile podle států
(Pořadatelská země je označena tučně.)
| Letní olympijské hry 1900 | Letní olympijské hry 1900    | Letní olympijské hry 1900 | Letní olympijské hry 1900 | Letní olympijské hry 1900 | Olympijské kruhy |
| Poř.                      | Země                         | Zlato                     | Stříbro                   | Bronz                     | Celkem           |
| 1                         | Francie (FRA)                | 26                        | 41                        | 34                        | 101              |
| 2                         | Spojené státy americké (USA) | 19                        | 14                        | 14                        | 47               |
| 3                         | Velká Británie (GBR)         | 15                        | 6                         | 9                         | 30               |
| 4                         | Smíšené družstvo             | 6                         | 3                         | 3                         | 12               |
| 5                         | Švýcarsko (SUI)              | 6                         | 2                         | 1                         | 9                |
| 6                         | Belgie (BEL)                 | 5                         | 5                         | 5                         | 15               |
| 7                         | Německo (GER)                | 4                         | 2                         | 2                         | 8                |
| 8                         | Itálie (ITA)                 | 2                         | 1                         | 0                         | 3                |
| 9                         | Austrálie (AUS)              | 2                         | 0                         | 3                         | 5                |
| 10                        | Dánsko (DEN)                 | 1                         | 3                         | 2                         | 6                |
| 10                        | Maďarsko (HUN)               | 1                         | 3                         | 2                         | 6                |

### Tenis
Olympijský turnaj proběhl ve čtyřech soutěžích: mužské dvouhře, mužské čtyřhře, ženské dvouhře a smíšené čtyřhře.

## Kandidátská města
Jiná kandidátská města byla např.: Edmonton, San José atd.